# Bangabandhu Sheikh Mujibur Rahman Novo Theatre
Das Bangabandhu Sheikh Mujibur Rahman Novo Theatre (bengalisch বঙ্গবন্ধু শেখ মুজিবুর রহমান নভোথিয়েটার) ist eine Forschungseinrichtung mit einem Planetarium als wesentlichstem Bestandteil. Es befindet sich in Dhaka, der Hauptstadt Bangladeschs.

## Geschichte
Das Bangabandhu Sheikh Mujibur Rahman Novo Theatre wurde als Bildungseinrichtung vorgesehen und vom Ministerium für Wissenschaft und Technologie Bangladeschs gefördert und finanziert. Erste Planungen wurden im Jahr 1995 durchgeführt. Mit dem Bau wurde 1997 begonnen. Das fertige Objekt umfasst eine Fläche von 22.096 Quadratmetern. Wesentliche Komponenten für den Bau und für die wissenschaftlichen Einrichtungen wurden aus Japan, Amerika, Korea, Frankreich, Italien und Indien beschafft. Die Gesamtkosten wurden mit 1231 Millionen Taka angegeben. Die Eröffnung fand am 25. September 2004 unter dem Namen Bhasani Novotheatre statt. Der Name wurde zu Ehren des bengalischen Politikers Maulana Abdul Hamid Khan Bhasani gewählt. 2010 wurde die Einrichtung mit Genehmigung des Parlaments in Bangabandhu Sheikh Mujibur Rahman Novo Theatre umbenannt und ehrte damit den als Initiator der Unabhängigkeit Ostpakistans vom westlichen Landesteil als Gründer von Bangladesch geltenden Scheich Mujibur Rahman.

## Ausstattung
Das Planetarium verfügt über eine große gewölbte Kuppel, die von innen betrachtet den Himmel über der Erde simulieren soll. Außerdem befinden sich Schautafeln und Modelle von Planeten und Sonnensystemen sowie Porträts von weltbekannten Wissenschaftlern und Gelehrten im Planetarium. In einem mit 150 Sitzen ausgestatteten Auditorium werden den Besuchern unter anderem 5D-Filme vorgeführt. Dabei werden außer den optischen 3D-Filmelementen noch weitere Mittel eingesetzt, um eine beabsichtigte Illusion zu erzeugen. In einem mit Videotechnik und Tonträgern ausgestatteten Fahrsimulator, werden zusätzlich die vertikalen und horizontalen Bewegungen eines Space-Shuttles nachvollzogen. Dadurch wird den darin sitzenden Gästen das Gefühl vermittelt, als befinden sie sich in einem echten Raumschiff. Ein weiteres Angebot für Besucher ist ein visionärer Film über das Leben im Grand Canyon vor 4000 Jahren.

## Sonderprogramme
Im Bangabandhu Sheikh Mujibur Rahman Novo Theatre finden zuweilen Seminare, Workshops, Vortragsreihen oder Kongresse zu ausgewählten wissenschaftlichen Themen statt. So wurde im Jahr 2017 beispielsweise eine viertägige Veranstaltung über das Thema „Kernenergie“ durchgeführt. Diese wurde von der Föderalen Agentur für Atomenergie Russlands (Rosatom) organisiert und sollte im Besonderen Studenten und jungen Menschen die Möglichkeiten der friedlichen Nutzung der Kernenergie darstellen. Gleichzeitig war die Veranstaltung zur Stärkung der Beziehungen zwischen Bangladesch und Russland gedacht.